# Kṣīra Sāgara

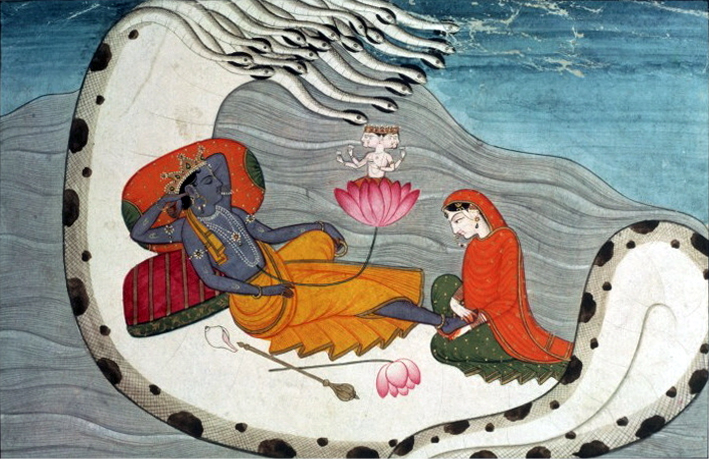
Visnù e Lakṣmī su Śeṣa sopra la Kṣīra Sāgara - L'oceano di latte, c. 1870

Nella cosmologia indù, l'Oceano di Latte (in sanscrito क्षीरसागर, Kṣīra Sāgara; in tamil திருப்பாற்கடல், Tiruppāṟkaṭal, in malayalam Pālāḻi) è il quinto dei sette oceani. Circonda il continente noto come Krauncha. Secondo le scritture indù, i deva e gli asura lavorarono insieme per un millennio per agitare questo oceano al fine di acquisire amrita, l'elisir della vita immortale. L'episodio è menzionato nel capitolo Samudra Manthana dei Purāṇa, il corpus di antiche leggende indù. La Kṣīra Sāgara è descritta come il luogo in cui la divinità Visnù si adagia sul suo serpente-monte Śeṣa, accompagnato dalla sua consorte, Lakṣmī.

## Etimologia
"Oceano di Latte" è la traduzione dei termini sanscriti kṣīroda, kṣīrābdhi o kṣīrasāgara, da kṣīra "latte" e -uda, sāgara ossia "acqua, oceano" o abdhi "oceano".
Il termine varia tra le lingue indiane, indicato come Khir Sagar in bengalese, Tiruppāṟkaṭal in tamil e Pāla Kadali in telugu.

## L'agitazione dell'oceano
La Kṣīra Sāgara è il luogo della leggenda del Samudra Manthana, l’agitazione o zangolatura dell'oceano cosmico. Su suggerimento di Visnù, i deva e gli asura agitarono l'oceano primordiale per ottenere amrita, l'elisir dell'immortalità. Per fare ciò, usarono il re serpente, Vasuki, come corda agitata. Usarono inoltre il Monte Mandara come palo e lo posizionarono sulla schiena di Kūrma, un avatar di Visnù. Mentre i deva e gli asura agitavano l'oceano, il veleno halahala emerse dalle sue profondità e avvolse l'universo con i suoi fumi velenosi. A questo punto i deva e gli asura chiesero aiuto a Siva e lui ingoiò il veleno. La sua consorte, la dea Parvati, cercò di impedire che il veleno si diffondesse al resto del suo corpo ma nel frattempo la forza venefica fece diventare blu il collo di Siva, guadagnandosi così l'epiteto di Nilakantha (quello dalla gola blu).
Secondo il Mahābhārata, durante l’agitazione di Kṣīra Sāgara emersero numerosi ratna (tesori): Kamadhenu, la mucca dell'abbondanza, Varuni, la dea del vino, l'albero Parijata, le apsara, la falce di luna, il veleno halahala e Dhanvantari (il medico dei deva), con in mano una tazza di amrita. Tutto ciò fu seguito da Lakṣmī, la dea della prosperità, dal cavallo Uchchaishravas, dalla pietra preziosa Kaustubha, dall'elefante Airavata, dall'albero che esaudisce i desideri Kalpavṛkṣa e dalla conchiglia Pāñcajanya. I Purāṇa includono l'emergere di Alakṣmī, la dea della sfortuna, Riddhi e Siddhi, Puṣkara e una serie di sostanze botaniche.
Quando finalmente amrita emerse insieme a molti altri tesori, i deva e gli asura combatterono per prenderlo. Tuttavia, Visnù, nella sua forma di incantatrice Mohini, riuscì a manipolare gli asura per consentirgli di essere lui a distribuire l'elisir che alla fine offrì solo ai deva. Svarbhānu, un asura, a quel punto si travestì da deva per prendere parte all'amrita. Sūrya (il dio del sole) e Candra (il dio della luna) avvisarono Visnù di questo inganno. Visnù poi decapitò Svarbhanu dopo il consumo dell'elisir da parte dell'asura, lasciando la sua testa e il corpo decapitato immortali. Successivamente, la sua testa divenne nota come Rahu e la parte decapitata divenne nota come Ketu .
L’agitazione dell'oceano è raccontata in diversi testi antichi, in particolare nel Rāmāyaṇa nel Canto 45 di Vālmīki e nel Mahābhārata.

## Letteratura

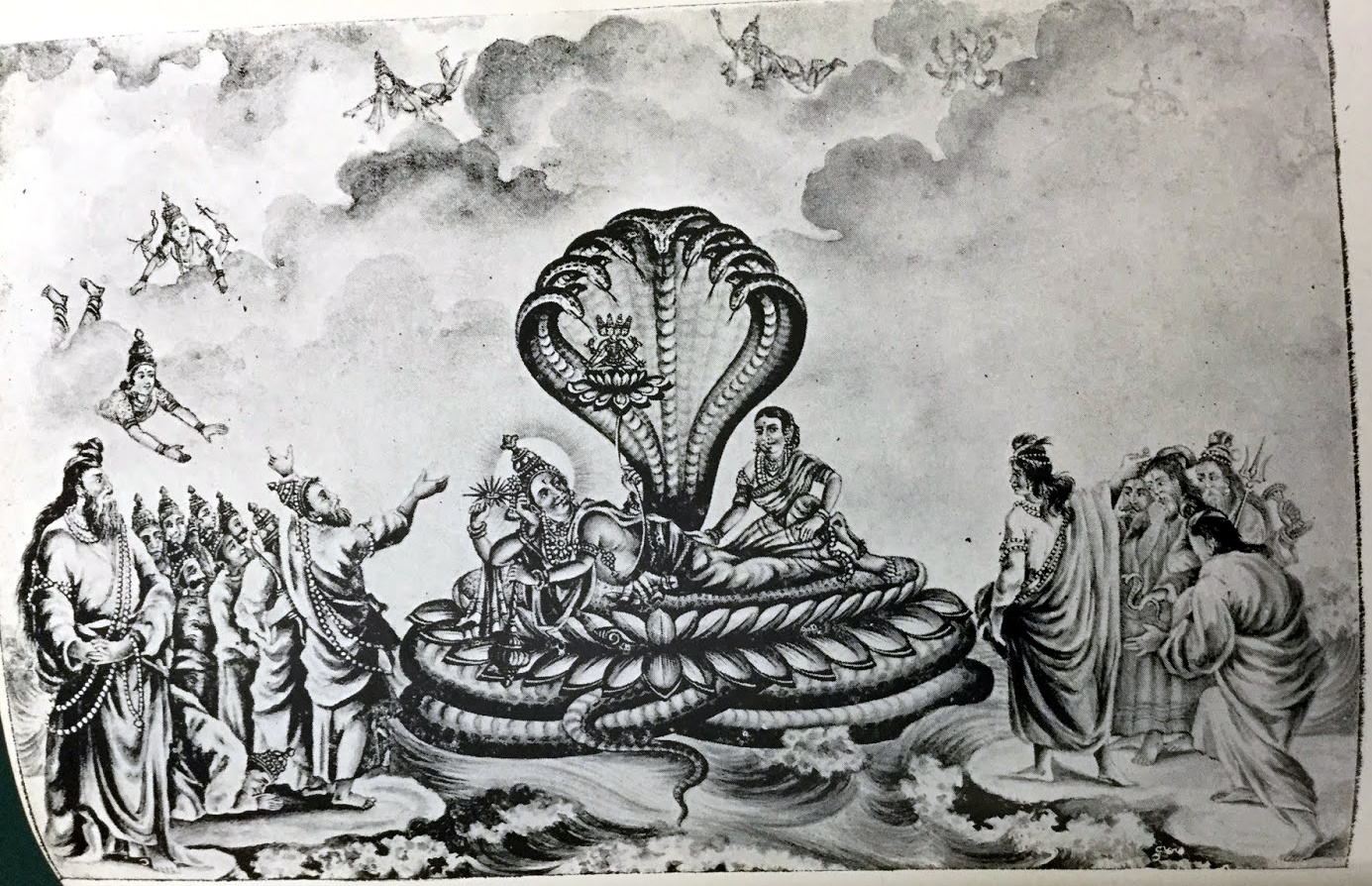
Brahma emerge da Mahāviṣṇu nell'Oceano di Latte

### Viṣṇu Purāṇa
Il Viṣṇu Purāṇa descrive l'origine di Lakṣmī dal Mare di Latte:
(Vishnu Purana, libro I, cap IX)

### Tiruvaymoli
L'Oceano di Latte (Tiruppāṟkaṭal) è menzionato in Tiruvaymoli, un'opera Vaisnava della letteratura Tamil:
(Nammalvar, Tiruvaymoli verso 3.6.2)

### Devi Bhagavata Purana

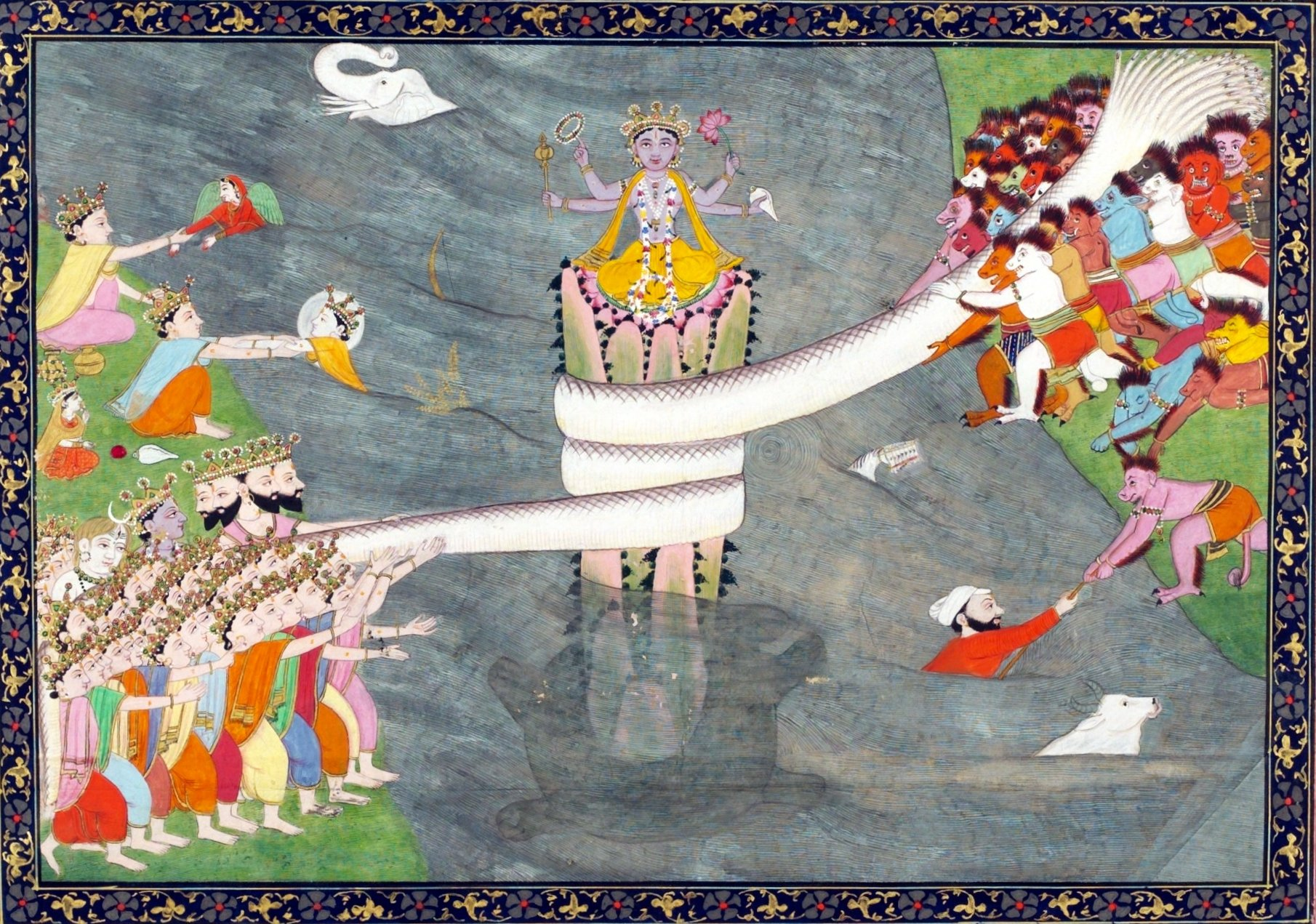
L’avatar Kūrma di Visnù, sotto il Monte Mandara, con Vasuki avvolto attorno ad esso, durante il Samudra Manthana, l’agitazione dell'Oceano di Latte, c. 1870

Anche il Devībhāgavata Purāṇa si riferisce all'Oceano di Latte nei suoi versi:
(Devī Bhagavata Purana, capitolo 20, versi 12-14)

## Dimore
1. Vasudeva
2. Sankarshana
3. Pradyumna
4. Aniruddha
5. Nārāyaṇa
6. Narasiṃha
7. Hayagriva
8. Varāha
9. Paraśurāma

- Vaikuntha, coperto d'acqua nel mondo materiale, che è a una distanza inestimabile in direzione del Makara Rashi (Zodiaco Shravana) o nella costellazione del Capricorno. In questo regno c'è un luogo chiamato Vedavati, dove risiede Visnù.
- Sull'isola conosciuta come Svetadvipa c'è un oceano di latte e nel mezzo di quell'oceano c'è un luogo chiamato Airavatipura, dove Aniruddha giace su Ananta.

Cosmologicamente, le dvipa (isole) e le sagara (mari) raffigurano l'intero cosmo, sebbene in cosmografia si mostri che tutte le dvipa e le sagara si trovano nell'emisfero australe. In alcuni satvata-tantra c'è una descrizione dei nove varsha e della divinità predominante adorata da ciascuno di:
Paramatma, l'Anima Suprema, nel cuore di tutti gli avatar che esistono nell'universo materiale, vive nella Kṣīra Sāgara. Secondo alcune tradizioni Vaisnava, il Paramatma è Ksirodakasayi Visnù – che è in ogni atomo e nel cuore di tutti gli 8.400.000 tipi di corpi materiali, come l'anima in ogni cuore chiamata atma, che in sostanza è la stessa del Paramatma.
Nella Garga Samhita, la Kṣīra Sāgara è personificata come Nagalakshmi, la consorte di Śeṣa.